# Kustkrypmossa
Kustkrypmossa (Conardia compacta) är en bladmossart som beskrevs av H. Robinson 1976. Enligt Catalogue of Life ingår Kustkrypmossa i släktet Conardia och familjen Amblystegiaceae, men enligt Dyntaxa är tillhörigheten istället släktet Conardia och familjen Amblystegiaceae. Enligt den finländska rödlistan är arten akut hotad i Finland. Arten är reproducerande i Sverige. Artens livsmiljö är kalkstensklippor och kalkbrott. Inga underarter finns listade i Catalogue of Life.